# Palo Monte
Palo Monte, ook wel Palo, Palo Mayombe of Las Reglas de Congo genoemd, is een Afro-Caraïbische religie die ontstaan is in Cuba. Het wordt tegenwoordig ook gepraktiseerd buiten Cubaanse gemeenschappen, zoals in de Verenigde Staten, de Dominicaanse Republiek, Puerto Rico, Venezuela en Colombia.

## Geschiedenis
Palo Monte heeft haar oorsprong voornamelijk in het Kongogebied in Centraal-Afrika vanwaar vele slaven werden vervoerd naar Cuba en andere delen van de Amerika's. Bronnen schatten het percentage van de slaven afkomstig uit Centraal-Afrika in Cuba op ongeveer 40%. Deze waren historisch sterker vertegenwoordigd in het oostelijke deel van Cuba, waar de komst van Centraal-Afrikaanse slaven ook teruggaat naar de periode voor de intensievere, plantagegebaseerde slavernij, welke in Cuba begon vanaf eind 18e eeuw. Met de toename van slavernij in West- en Centraal-Cuba sindsdien kwamen ook veel slaven uit het Congo-gebied – vaak Kikongo sprekend – in de gebieden rond Havana en Matanzas terecht.
Onder hen ontstond de Palo-religie, die zich later, in de loop van de 20ste eeuw, samen met Cubaanse gemeenschappen, ook buiten Cuba verplaatste, onder meer naar de Verenigde Staten, de Dominicaanse Republiek en elders.
Het aantal huidige Palo “Congo” aanhangers is niet helemaal bekend. In Cuba is het redelijk wijdverbreid en te vinden bij met name Afro-Cubanen in Havana, Matanzas, delen van Centraal-Cuba, en in oostelijk Cuba (met name de provincies Santiago de Cuba en Guantánamo), waarvan een deel ook alle of de meeste principes van de religie onderschrijft. Een wat kleiner deel is van gemengd ras, Europees-Afrikaans, terwijl er in toenemende mate ook blanke aanhangers zijn. In Puerto Rico zijn er ongeveer 5.000 Paleros geteld, waaronder relatief veel blanken.

## Kenmerken
Het geloofssysteem van Palo is gebaseerd op twee belangrijke pijlers:
1. het geloof in natuurlijke krachten
2. de verering van de geesten van de voorouders

Natuurlijke producten, vaak stokken (palo is Spaans voor stok), worden vaak geacht bezield te zijn met speciale krachten van geesten, genaamd nganga, en worden gebruikt in de belangrijkste religieuze praktijken en rituelen. Bepaalde geesten, bekend als Mpungu, worden vereerd als goden, ressorterend onder de hoogste god Zambi (of Nzambi).
De geloofspraktijk concentreert zich verder rond bepaalde altaren, welke opgebouwd zijn van heilige aarde, bezielde voorwerpen zoals de genoemde stokken, menselijke resten en andere voorwerpen. Zo’n altaar is opgedragen aan een specifieke geest of combinatie van geesten (Nkisi). Deze plek is voorts bewoond door een overledene of de geest ervan, zoals een voorouder, die de religieuze activiteiten verder stuurt.
Palo Monte is deels syncretisch en er bestaan varianten met meer vermenging met Christelijke symbolen, en vormen die puurder Congo/Centraal-Afrikaans zijn gebleven. De Kikongo-taal leeft deels voort, veelal gemengd met Spaans, bij rituele gebruiken in Palo.

## Verwante religies
Verwante religies zijn ook elders in Noord- en Zuid-Amerika ontstaan, ook gebaseerd op religies uit het Congo-gebied. Deze hebben in verschillende mate overeenkomsten met Palo. In Jamaica zijn Kumina en Obeah in aspecten verwant aan Palo in Cuba, en in Brazilië is met name Quimbanda sterk verwant aan Palo. Hoodoo, volksmagie onder zwarten in de VS, heeft overeenkomsten met Palo, terwijl van de Voodoovormen in Haïti, die Makaya heet, het meeste op Palo lijkt. In al deze gevallen hangt dat samen met de invloed uit het gebied van Congo/Centraal-Afrika.